# Stacja Morska Instytutu Oceanografii Uniwersytetu Gdańskiego
Stacja Morska Instytutu Oceanografii Uniwersytetu Gdańskiego – placówka naukowo-dydaktyczna Wydziału Oceanografii i Geografii Uniwersytetu Gdańskiego, znajdująca się w Helu. Powstała w 1977 roku jako Oceanograficzne Laboratorium Terenowe, zmieniwszy z czasem nazwę na Morskie Laboratorium Terenowe. Pierwszą siedzibą były pomieszczenia dawnej wędzarni PPiUR „Koga”, zaś od 1992 po trwającej 8 lat budowie placówka korzysta z własnych obiektów. Decyzją Senatu UG została wówczas przekształcona i funkcjonuje pod nazwą Stacja Morska Instytutu Oceanografii. W skład infrastruktury stacji wchodzi budynek ekspozycji edukacyjnych z salą dydaktyczną i basenami hodowlanymi, oraz budynek laboratoryjno-administracyjny z bazą socjalną, a także jej najbardziej rozpoznawalny element – fokarium, które przyciąga odwiedzających. Infrastruktura stacji pozwala na organizowanie seminariów, małych sympozjów i specjalistycznych warsztatów naukowych.
Stacja jest drugą w historii Helu oceanograficzną placówką badawczą. W latach 20. XX wieku w mieście tym istniało „Morskie Laboratorium Rybackie” (lub „Stacja Morska”) z małym, zlokalizowanym w rybackiej chacie Muzeum Oceanograficznym. Sama placówka mieściła się w budynku Morskiego Urzędu Rybackiego. Zajmowała 9 małych pokoi o powierzchni około 105 m², przeznaczonych na pracownie. W 15-metrowej piwnicy znajdowały się akwaria. Wyposażenie techniczne placówki było prymitywne, a prąd elektryczny był dostępny tylko od zmroku do północy. Placówka dysponowała jedną łodzią wiosłową i jedną żaglówką oraz przekazanym przez Morski Instytut Rybacki statkiem Ewa. Ówczesna stacja była wykorzystywana przy organizacji pierwszych zawodowych szkoleń z zakresu biologii organizmów morskich organizowanych dla studentów polskich uczelni. Placówkę zorganizował i kierował nią profesor 
Instytutu Biologii Doświadczalnej im. Marcelego Nenckiego – Mieczysław Bogucki.
Współczesna Stacja Morska Instytutu Oceanografii Uniwersytetu Gdańskiego prowadzi prace badawcze z zakresu funkcjonowania i ochrony życia Bałtyku. W szczególności zajmuje się biologią i ekologią ryb strefy przybrzeżnej Morza Bałtyckiego, biologią ssaków morskich tego akwenu, oraz ochroną rzadkich tamtejszych gatunków i biotopów. Placówka jest polskim centrum badania ssaków morskich, występujących w terytorialnych wodach Morza Bałtyckiego. Zainteresowania stacji obejmują także prace badawcze biologii i ekologii ryb antarktycznych. Prowadzone prace badawcze z zakresu ssaków morskich występujących w polskiej strefie Bałtyku są ukierunkowane na przygotowania do eksperymentalnej hodowli i restytucji szarytki morskiej (foki szarej) do Zatoki Gdańskiej. Stacja jest jedyną tego typu placówką w Polsce. Jej współtwórcą i wieloletnim dyrektorem był prof. Krzysztof Skóra.